# Anna Margaretha Zwanziger
Anna Margaretha Zwanziger (geb. Schönleben; * 7. August 1760 in Nürnberg; † 17. September 1811 in Kulmbach) war eine deutsche Serienmörderin.

## Leben
Anna Zwanzigers Gatte, ein Notar, starb 1796 an den Folgen seiner Alkoholkrankheit und ließ sie mittellos zurück. Um ihre beiden Kinder ernähren zu können, nahm sie 1808 eine Stelle als Haushälterin bei einem Justizangestellten namens Glaser an. Am 26. August des Jahres 1808 vergiftete sie die Hausherrin mit Arsen. Als Motiv für die Tat wird angenommen, dass sich die Haushälterin erhofft habe, ihren Dienstgeber ehelichen und an die Stelle der ermordeten Hausherrin treten zu können. Dieser Plan scheiterte jedoch, so dass sie es vorzog, die Stelle zu wechseln. Niemand schöpfte Verdacht.
Ihr nächster Arbeitgeber war ebenfalls ein Justizangestellter. Der Junggeselle namens Grohmann neigte zwar zum Kränkeln, starb aber am 8. Mai 1809 nach kurzer und heftiger Krankheit, die alle Anzeichen einer Arsenvergiftung aufwies. Kurz zuvor waren seine Heiratspläne mit einer anderen Frau bekannt geworden, obwohl sich Zwanziger auch diesmal Hoffnungen auf eine Ehe mit dem Dienstherrn gemacht hatte. Wieder fiel kein Verdacht auf sie, obwohl sie ihre Zuneigung zuvor öffentlich bekundet hatte.
Bei ihrem folgenden Dienstherrn, dem Richter Gebhard, starb am 20. Mai 1809 dessen Frau im Wochenbett. Vor ihrem Tod äußerte sie noch den Verdacht, vergiftet worden zu sein. Auch Gebhard selbst sowie zahlreiche Besucher und Dienstboten, insgesamt zehn Personen, erkrankten. Daraufhin erhielt Zwanziger die Kündigung.
Doch erst als noch zwei Mägde sowie das jüngste Kind der Familie erkrankten, unterzog man die Lebensmittel der Familie in einer Apotheke einer Analyse. Gefunden wurden große Mengen Arsen in den Salzvorräten. Dies führte schließlich zur Exhumierung der bisherigen Opfer, die alle schon durch äußerliche Anzeichen als Arsenopfer zu erkennen waren: unüblich geringe Verwesung der Leichen, die Körper waren ähnlich Mumien erhärtet.
Im Oktober 1809 kam es durch dringenden Verdacht zur Verhaftung Zwanzigers. Bei ihrer Festnahme hatte Anna Margaretha Zwanziger drei Päckchen Gift bei sich: zwei Päckchen mit „Mückenstein“ (Arsen) und eins mit Arsenik.
Am 16. April 1810 fand die Verhandlung statt, in der sie zugab, Gift verabreicht zu haben. Sie behauptete, keinen Tötungsvorsatz gehabt zu haben. Im Juli 1811 erging ihr Todesurteil, Zwanziger wurde am 17. September 1811 enthauptet.